# Palais des sports (Stockholm)
Pour les articles homonymes, voir Palais des sports.
Le palais des sports (en suédois : Sportpalatset) est un édifice situé dans le quartier de Kungsholmen à Stockholm en Suède.

## Présentation
Le Palais des Sports est situé sur le côté sud-est du pont Saint-Éric à l'adresse Sankt Eriksgatan 58–60. 
Avec le Palais Saint-Éric, le Palais des Sports forme un ensemble monumental sur la culée sud du pont Saint-Éric.
Le bâtiment est classé vert par le Musée municipal de Stockholm, ce qui signifie que le bâtiment possède des « valeurs culturelles et historiques particulièrement élevées » correspondant aux exigences des bâtiments classés Byggnadsminne.

## Histoire
Le Palais des Sports a été construit en 1929-1930 selon les plans de l'architecte Jean Sigfrid Adrian. 
Le promoteur était Knut Faugust, et la construction fut entachée de scandales, de grèves sauvages et de faillites à la suite de la Grande Dépression des années 1930. 
Le bâtiment a été vendu aux enchères à un consortium avant d'être achevé.
Le grand bâtiment en forme de tour descend en pente douce et se termine par une lanterne couverte d'un dôme. Au sommet se trouve une sculpture en forme de symbole de la Fédération suédoise de natation. 
L'édifice est aussi haut que son symétrique le palais Saint-Éric soient 16 étages et 58 mètres.
Le bâtiment a été construit à l'origine pour diverses activités sportives, d'où son nom. Il y avait entre autres une piscine de 50 mètres, des courts de tennis et des gymnases. L'ensemble de l'établissement a ouvert ses portes le 20 octobre 1934 et comprenait également un restaurant et un théâtre de 600 places, qui a ensuite été rénové en cinéma Rivoli qui fermera en 1977. 
L'établissement fut bientôt appelé « Sportis » par les habitants de Stockholm.
Cependant, l'établissement a été en proie à de mauvaises finances dès le début et en septembre 1956, le nouveau propriétaire, la compagnie d'assurance Trygg-Hansa (sv), a décidé de fermer les bains.

## Studios Polar
Après une tentative infructueuse de transformer l'ancien établissement de bains en centre d'affaires, le bâtiment a été vendu en mai 1978 pour 30 millions à la société Polar International AB de Stikkan Anderson. Dans l'ancien cinéma Rivoli, Anderson a fait décorer les Studios Polar, où, entre-autres, Abba a enregistré ses trois derniers albums. 
Les Studios Polar quiteont le bâtiment en 2004.
Les anciens locaux des Studios Polar abritent aujourd'hui l'une des installations de la chaîne de salles de sport SATS.

## Atelier Bruno Liljefors
Le bâtiment comptait 53 appartements, dont le plus magnifique était un appartement de 3 étages au sommet sous la lanterne. 
L'artiste Bruno Liljefors a emménagé dans cette maison en 1933. 
Il l'appelait « mon petit nid d'aigle » et toute l'année, il laissait les fenêtres du rez-de-chaussée ouvertes pour que les oiseaux puissent entrer et sortir. 
Il y rédige ses mémoires Det vildas rike (Le Royaume sauvage), qui sont publiées en 1934.
Bruno Liljefors a donné aux oiseaux des seaux de poisson et de viande pour qu'ils puissent vraiment se rapprocher de ses modèles. 
On raconte qu'un balbuzard pêcheur aurait hiverné sur le radiateur à l'intérieur de l'appartement et qu'il se serait avéré que les oiseaux auraient laissé tomber leur nourriture sur les passants de Sankt Eriksgatan. Après que Bruno Liljefors ait déménagé à Uppsala, il a fallu rénover tout l'appartement et démolir le plancher du grenier. Les locataires ultérieurs ont continué à avoir des problèmes avec les oiseaux qui volaient à l'extérieur des fenêtres,.

## Galerie

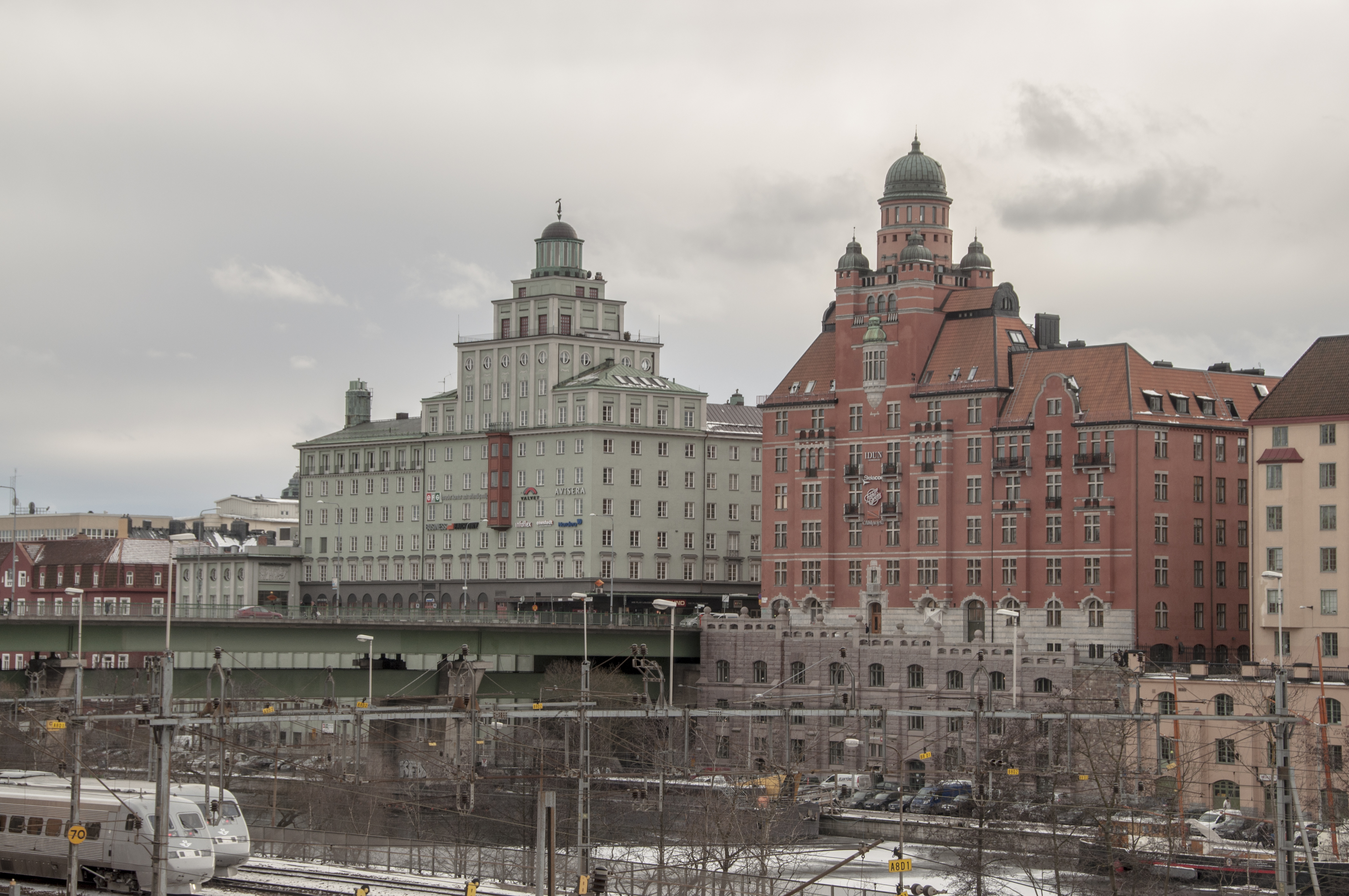
Le palais Saint-Éric et le palais des sports.
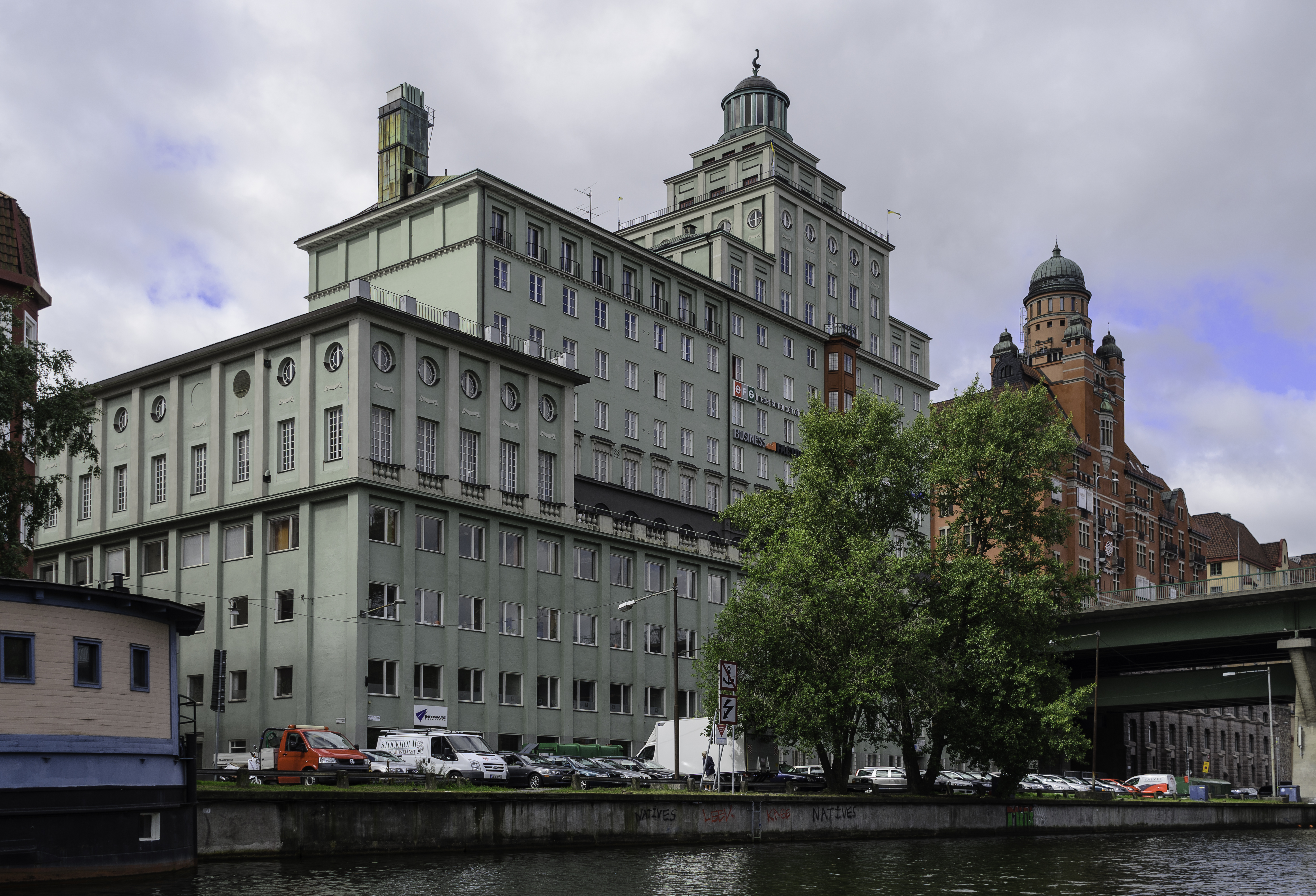
Le palais des sports
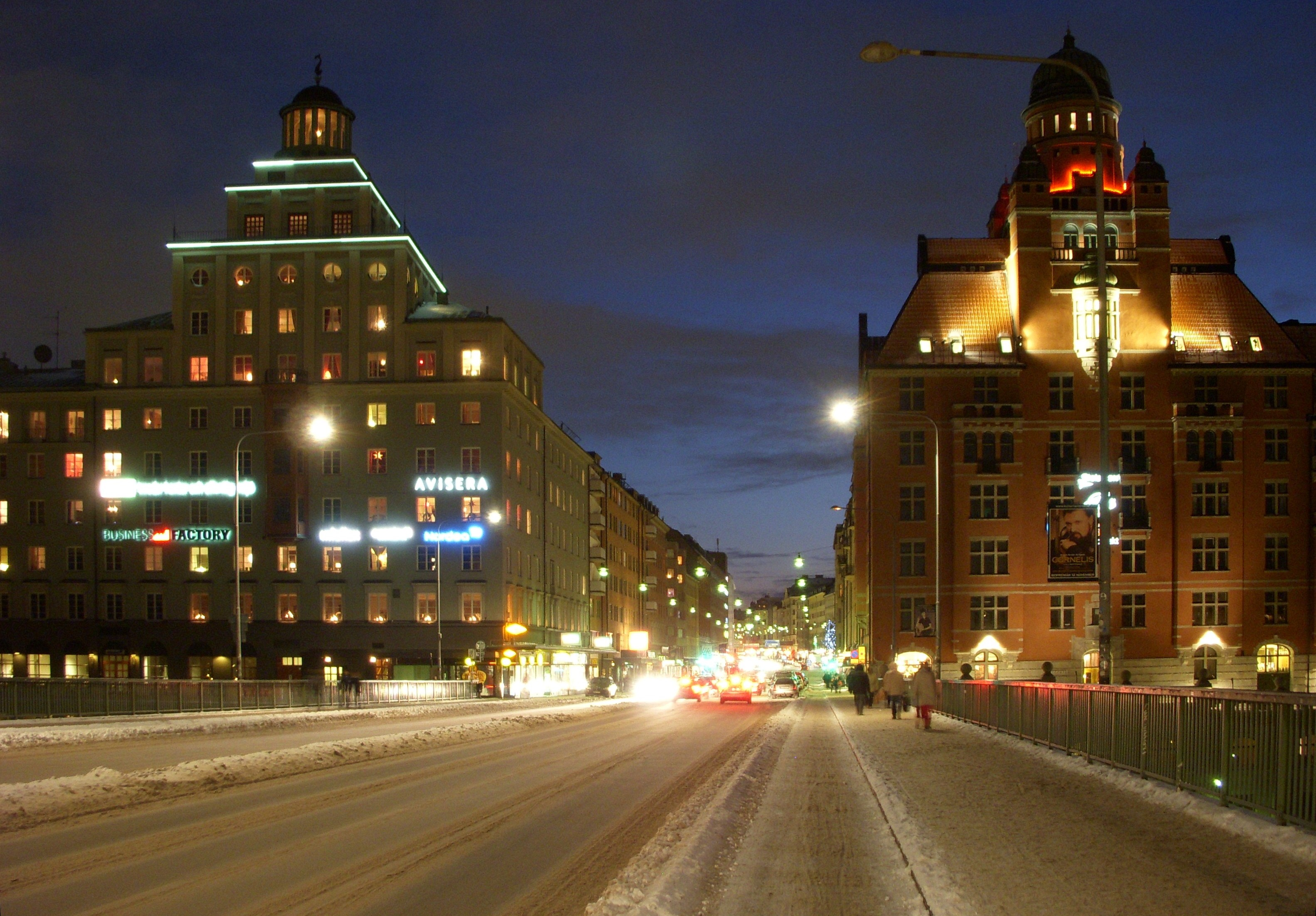
Le palais Saint-Éric et le palais des sports.